# Позитрон
Позитро́н (от англ. positive «положительный» + electron «электрон») — античастица электрона. Относится к антивеществу, имеет электрический заряд +1, спин 1⁄2, лептонный заряд −1 и массу, равную массе электрона. При аннигиляции позитрона с электроном их масса превращается в энергию в форме двух (и гораздо реже — трёх и более) гамма-квантов.
Позитроны возникают в одном из видов радиоактивного распада (позитронная эмиссия), а также при взаимодействии фотонов, энергия которых больше 1,022 МэВ, с веществом. Последний процесс называется «рождением пар», ибо при его осуществлении фотон, взаимодействуя с электромагнитным полем ядра, образует одновременно электрон и позитрон. Также позитроны способны возникать в процессах рождения электрон-позитронных пар в сильном электрическом поле.

## Открытие
Существование позитрона впервые было предположено в 1928 году Полем Дираком. Теория Дирака описывала не только электрон с отрицательным электрическим зарядом, но и аналогичную частицу с положительным зарядом. Отсутствие такой частицы в природе рассматривалось как указание на «лишние решения» уравнений Дирака. Зато открытие позитрона явилось триумфом теории.
В соответствии с теорией Дирака электрон и позитрон могут рождаться парой, и на этот процесс должна быть затрачена энергия, равная энергии покоя этих частиц, 2×0,511 МэВ. Поскольку были известны естественные радиоактивные вещества, испускавшие γ-кванты с энергией больше 1 МэВ, представлялось возможным получить позитроны в лаборатории, что и было сделано. Экспериментальное сравнение свойств позитронов и электронов показало, что все физические характеристики этих частиц, кроме знака электрического заряда, совпадают.
Позитрон был открыт в 1932 году американским физиком Андерсоном при наблюдении космического излучения с помощью камеры Вильсона, помещённой в магнитное поле. Он сфотографировал следы частиц, которые очень напоминали следы электронов, но имели изгиб под действием магнитного поля, противоположный следам электронов, что свидетельствовало о положительном электрическом заряде обнаруженных частиц. Вскоре после этого открытия, также с помощью камеры Вильсона, были получены фотографии, проливавшие свет на происхождение позитронов: под действием γ-квантов вторичного космического излучения позитроны рождались в парах с обычными электронами. Такие свойства вновь открытой частицы оказались в поразительном согласии с уже имевшейся релятивистской теорией электрона Дирака. В 1934 году Ирен и Фредерик Жолио-Кюри во Франции открыли ещё один источник позитронов — β+-радиоактивность.
Название «позитрон» придумал сам Андерсон. Андерсон также предлагал переименовать электроны в «негатроны»; этот термин в отношении электронов по-прежнему используют в случаях, когда электроны и позитроны рассматриваются совместно; в этих случаях термин «электрон» часто относят к обеим частицам — электрону (негатрону) и позитрону.
Позитрон оказался первой открытой античастицей. Существование античастицы электрона и соответствие суммарных свойств двух античастиц выводам теории Дирака, которая могла быть обобщена на другие частицы, указывали на возможность парной природы всех элементарных частиц и ориентировало последующие физические исследования. Такая ориентация оказалась необычайно плодотворной, и в настоящее время парная природа элементарных частиц является точно установленным законом природы, обоснованным большим числом экспериментальных фактов.

## Аннигиляция
Из теории Дирака следует, что электрон и позитрон при столкновении должны аннигилировать с освобождением энергии, равной полной энергии сталкивающихся частиц. Оказалось, что этот процесс происходит главным образом после торможения позитрона в веществе, когда полная энергия двух частиц равна их энергии покоя 1,0221 МэВ. На опыте были зарегистрированы пары γ-квантов (фотонов)с энергией по 0,511 МэВ, разлетавшихся в прямо противоположных направлениях от мишени, облучавшейся позитронами. Необходимость возникновения при аннигиляции электрона и позитрона не одного, а как минимум двух γ-квантов вытекает из закона сохранения импульса. Суммарный импульс в системе центра масс позитрона и электрона до процесса аннигиляции равен нулю, но если бы при аннигиляции возникал только один γ-квант, он бы уносил импульс, который не равен нулю в любой системе отсчёта.
С 1951 года известно, что в некоторых аморфных телах, жидкостях и газах позитрон после торможения в значительном числе случаев сразу не аннигилирует, а образует на короткое время связанную с электроном систему, получившую название позитроний. Позитроний в смысле своих химических свойств аналогичен атому водорода, так как представляет собой систему, состоящую из единичных положительного и отрицательного электрических зарядов и может вступать в химические реакции. Поскольку электрон и позитрон — разные частицы, и принцип запрета Паули для них неприменим, то в связанном состоянии с наинизшей энергией они могут находиться не только с антипараллельными, но и с параллельными спинами, равными по модулю 1⁄2. В первом случае полный спин позитрония s = +1⁄2 − 1⁄2 = 0, что соответствует парапозитронию, а во втором s = +1⁄2 + 1⁄2 = 1, что соответствует ортопозитронию. Интересно, что аннигиляция электрон-позитронной пары в составе ортопозитрония не может сопровождаться рождением двух γ-квантов. Два γ-кванта уносят друг относительно друга моменты импульса равные 1, и могут составить полный момент, равный нулю или двойке, но не единице. Поэтому аннигиляция в этом случае сопровождается испусканием трёх γ-квантов с суммарной энергией 1,022 МэВ. Образование ортопозитрония в три раза более вероятно, чем парапозитрония, так как отношение статистических весов (2s + 1) обоих состояний позитрония равно 3:1. Однако даже в телах с большим процентом (до 50 %) аннигиляции пары в связанном состоянии, то есть после образования позитрония, преимущественно появляются два γ-кванта и лишь очень редко три. Дело в том, что время жизни парапозитрония около 10−10 с, а ортопозитрония — около 10−7 с. Долгоживущий ортопозитроний, непрерывно взаимодействующий с атомами среды, не успевает аннигилировать с испусканием трёх γ-квантов прежде, чем позитрон, входящий в его состав, аннигилирует с посторонним электроном в состоянии с антипараллельными спинами и с испусканием двух γ-квантов.
Возникающие при аннигиляции остановившегося позитрона два гамма-кванта несут энергию по 511 кэВ и разлетаются в строго противоположных направлениях. Измерение направления разлёта фотонов позволяет определить положение точки, в которой произошла аннигиляция, и используется в позитрон-эмиссионной томографии.
В 2007 году экспериментально доказано существование связанной системы из двух позитронов и двух электронов (молекулярный позитроний), химически соответствующий молекуле водорода Н2. Такая молекула распадается ещё быстрее, чем атомарный позитроний.

## Позитроны в природе
Считается, что в первые мгновения после Большого взрыва количество позитронов и электронов во Вселенной было примерно одинаково, однако при остывании эта симметрия нарушилась. Пока температура Вселенной не понизилась до 1 МэВ, тепловые фотоны постоянно поддерживали в веществе определённую концентрацию позитронов путём рождения электрон-позитронных пар (такие условия существуют и сейчас в недрах горячих звёзд). После охлаждения вещества Вселенной ниже порога рождения пар оставшиеся позитроны аннигилировали с избытком электронов.
В космосе позитроны рождаются при взаимодействии с веществом гамма-квантов и энергичных частиц космических лучей, а также при распаде некоторых типов этих частиц (например, положительных мюонов). Таким образом, часть первичных космических лучей составляют позитроны, так как в отсутствие электронов они стабильны. В некоторых областях Галактики обнаружены аннигиляционные гамма-линии 511 кэВ, доказывающие присутствие позитронов.
В солнечном термоядерном pp-цикле (а также в CNO-цикле) часть реакций сопровождается эмиссией позитрона, который немедленно аннигилирует с одним из электронов окружения; таким образом, часть солнечной энергии выделяется в виде позитронов, и в ядре Солнца всегда присутствует некоторое их количество (в равновесии между процессами образования и аннигиляции).
Некоторые природные радиоактивные ядра (первичные, радиогенные, космогенные) испытывают бета-распад с излучением позитронов. Например, часть распадов природного изотопа 40K (около 0,001 % случаев) происходит именно по этому каналу. Кроме того, гамма-кванты с энергией более 1,022 МэВ, возникающие при радиоактивных распадах, могут рождать электрон-позитронные пары, взаимодействуя с веществом.
При взаимодействии электронного антинейтрино (с энергией больше 1,8 МэВ) и протона происходит реакция обратного бета-распада с образованием позитрона: {\displaystyle p^{+}+{\bar {\nu }}_{e}\rightarrow n^{0}+e^{+}.} Такая реакция происходит в природе, поскольку существует поток антинейтрино с энергией выше порога обратного бета-распада, возникающих, например, при бета-распаде природных радиоактивных ядер.